# Fissidens trachelyma
Fissidens trachelyma là một loài Rêu trong họ Fissidentaceae. Loài này được (Sull.) Broth. mô tả khoa học đầu tiên năm 1901.